# Talgat Tadschuddin

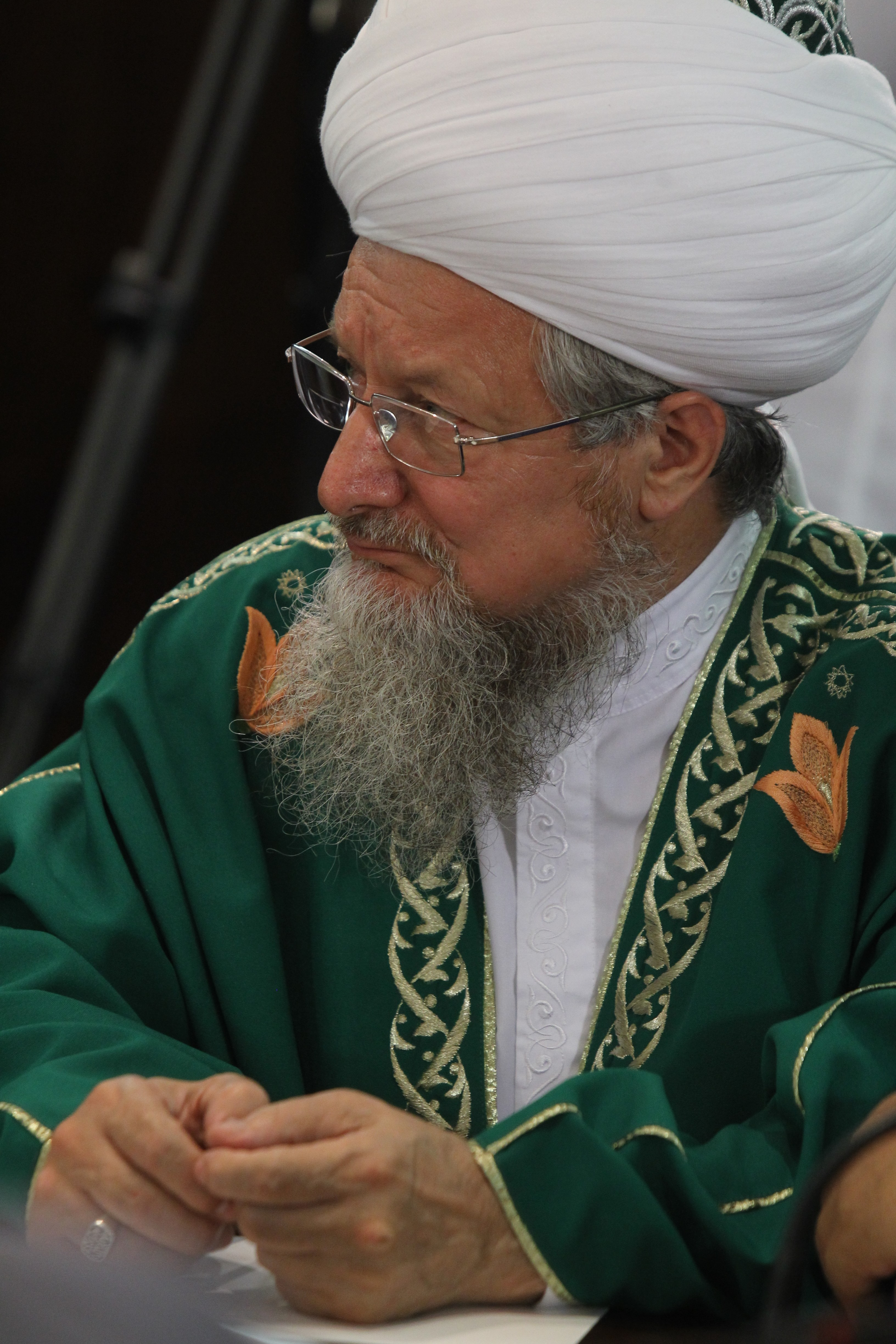
2011

Talgat Tadschuddin (Tadschuddinow) Safitsch (* 12. Oktober 1948 in Kasan) ist Vorsitzender und Oberster Mufti der Zentralen geistlichen Verwaltung der Muslime Russlands (ZDUM) und führt den Titel Schejch-ul-Islam. Von der Nationalität her ist er Kasaner Tatare.

## Ausbildung und Karriere während der Sowjetzeit
Tadschuddin nahm am 13. Oktober 1966 das Studium an der Mir-i-Arab-Medrese in Buchara auf und beendete es im Jahre 1973 mit Auszeichnung. In demselben Jahr wurde er zum zweiten Imam-Chatīb der Kasaner Kathedral-Moschee al-Mardschani ernannt. Nach einer Probezeit schrieb sich Tadschuddin zum Studium an der al-Azhar-Universität in Ägypten ein, das er 1978 beendete. In demselben Jahr wurde er zum ersten Imam-Chatīb der al-Mardschani-Moschee ernannt. Am 19. Juni 1980 wurde er auf einer Konferenz der Muslime des Europäischen Teils der UdSSR und Sibiriens zum Mufti und Vorsitzenden der „Geistlichen Verwaltung der Muslime des Europäischen Teils der UdSSR und Sibiriens“ (DUMES) gewählt. Allerdings begann sich schon zu dieser Zeit eine Opposition gegen ihn zu formieren. 1989 organisierte er die gesamtrussischen Feiern zum 1100-jährigen Jubiläum der Annahme des Islams durch die Völker des Wolga-Gebietes und des Vor-Ural-Gebietes.

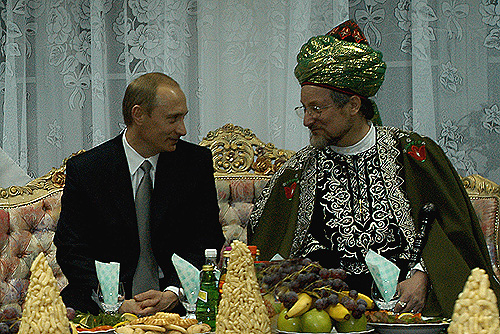
Wladimir Putin und Talgat Tadschuddin, 2003

Auf einer Konferenz der Führer der Geistlichen Verwaltungen der Sowjetunion im Mai 1990 wurde Tadschuddin zu Vorsitzenden der Direktion der internationalen Beziehungen der muslimischen Organisationen der Sowjetunion gewählt. Auf dem 5. Kongress der DUMES, der vom 6. bis 8. Juni 1990 in Ufa stattfand, wurde Tadschuddin im Amt als Mufti und Vorsitzender der DUMES bestätigt und ihm gleichzeitig der geistliche Ehrentitel Schejch-ul-Islam verliehen. Allerdings wurde Tadschuddin 1990 zur wichtigsten Zielscheibe der Kritik der tatarischen Nationalisten.

## Aktivitäten als Oberster Mufti der ZDUM

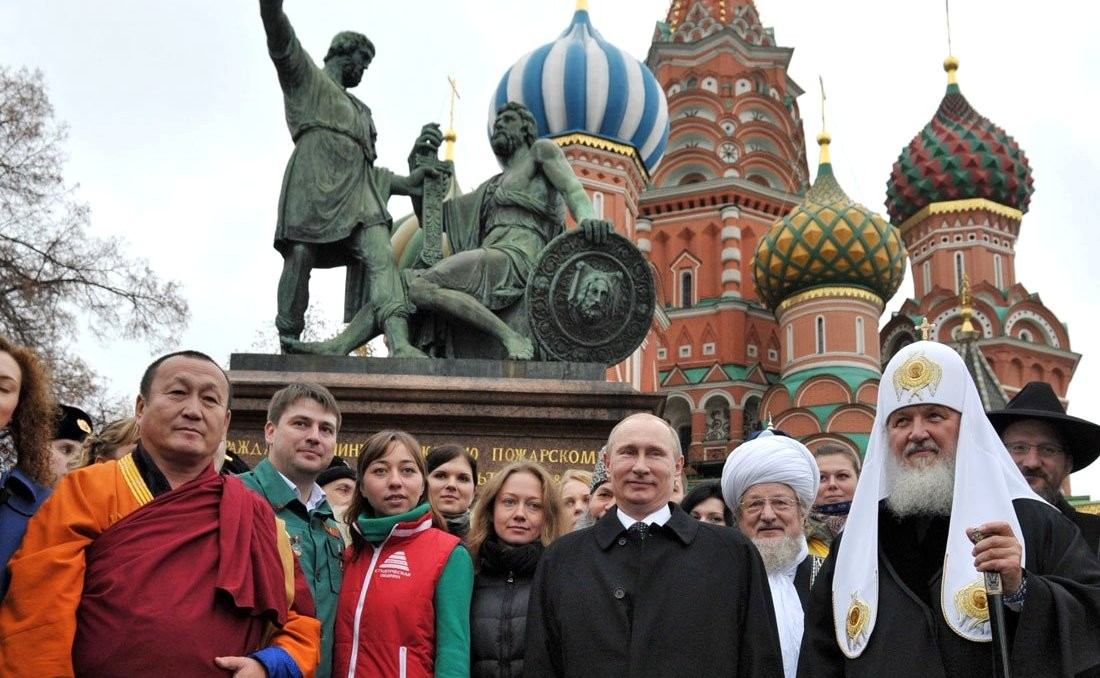
Vertreter der traditionellen Religionen - Pandito Hambo-Lama Damba Ajuschejew, Muchammad Rachimow, Talgat Tadschuddin, Kyrill I., Berel Lazar – zusammen mit Wladimir Putin am Tag der Einheit des Volkes (2012) vor dem Minin-und-Poscharski-Denkmal vor der Basilius-Kathedrale auf dem Roten Platz in Moskau.

Seit 1994 ist Tadschuddin Oberster Mufti der „Zentralen Geistlichen Verwaltung der Muslime Russlands“ (Zjentralnoje duchownoje uprawlenije mussulman Rossii; ZDUM). Am 21. September 1998 wurde er mit dem Orden der Freundschaft ausgezeichnet. Tadschuddin nahm im Mai 2002 an der Gründung der vom Kreml unterstützen Partei „Evrasija“ teil, die sich die Wiederherstellung eines pan-russischen Imperiums auf den Säulen eines „wissenschaftlichen Patriotismus“, des ethischen Traditionalismus, der gelenkten Marktwirtschaft und der ethnischen Verwurzelung des „eurasiatischen“ Menschen zum Ziel gesetzt hat.
Am 14. April 2003, drei Wochen nach der amerikanischen Intervention im Irak und zwei Wochen nach der Ausrufung des Heiligen Krieges gegen die Vereinigten Staaten durch Scheich Tadschuddin wurde dieser durch den konkurrierenden Mufti-Rat Russlands unter der Leitung seines langjährigen Gegners, des Leiters der Geistlichen Verwaltung der Muslime des europäischen Teils Russlands, Rawil Gainutdin, in einer Fatwa als „falscher Prophet und Abtrünniger“ bezeichnet.
2006 kündigte er Massenproteste russischer Muslime an, sollte eine Gay-Parade in Moskau stattfinden. Die Teilnehmer müssten damit rechnen verprügelt zu werden. Als Begründung gab er den Propheten Mohammed an, der angeblich dazu aufgerufen hat Homosexuelle zu töten, weil ihre Tätigkeit zum Aussterben der Menschheit führt.
Tadschuddin ist Mitglied des Rats für die Zusammenarbeit mit den religiösen Vereinigungen beim Präsidenten der Russischen Föderation, des Präsidiums des Interreligiösen Rats Russlands sowie des Interreligiösen Rates der Gemeinschaft Unabhängiger Staaten. Er gilt als der beste Kenner der arabischen Sprache unter den russischen Muftis.

## Belege
1. ↑  Vgl. Roman A. Silantʹev: Novejšaja istorija islamskogo soobščestva Rossii. Ichtios, Moskau, 2006. S. 433f.
2. ↑  Vgl. Silantjew: Islam w sowremennoj Rossii. 2008, S. 168.
3. ↑  Vgl. Silantjew: Islam w sowremennoj Rossii. 2008, S. 168.
4. ↑  Vgl. Silantjew: Islam w sowremennoj Rossii. 2008, S. 65b.
5. ↑  Vgl. Silantjew: Islam w sowremennoj Rossii. 2008, S. 168.
6. 1 2 3  haGalil: Schwulsein und der Koran - Wie der Oberste Mufti von Russland den Schwulen mit dem Tode droht 2006
7. ↑  Vgl. Silantjew: Islam w sowremennoj Rossii. 2008, S. 168.

| Personendaten    | Personendaten                                                                                 |
| ---------------- | --------------------------------------------------------------------------------------------- |
| NAME             | Tadschuddin, Talgat                                                                           |
| ALTERNATIVNAMEN  | Tadschuddin Safitsch, Talgat; Tadschuddin Tadschuddinow Safitsch, Talgat (vollständiger Name) |
| KURZBESCHREIBUNG | Oberster islamischer Würdenträger (Großmufti) in der Russischen Föderation                    |
| GEBURTSDATUM     | 12. Oktober 1948                                                                              |
| GEBURTSORT       | Kasan                                                                                         |